# کفال لکه‌طلایی
کفال لکه‌طلایی (نام علمی: Liza parsia) نام یک گونه از سرده بیاح‌ها است.